# Athens (Illinois)
Athens – miasto w Stanach Zjednoczonych, w stanie Illinois, w hrabstwie Menard.